# حكم الاستمناء في الإسلام
الاستمناء في الإسلام هو مسألة فقهية خلافية، لم يرد في القرآن ذكرٌ صريح لها أو حكمها، وذكرت في السنة النبوية بعض الأحاديث عنها ولكنها لا تصح، لذلك اختلف الفقهاء حول حكمها، فهناك من رأى بتحريمها تحريماً مطلقاً، وهناك من رأى بكراهيتها، وهناك من رأى بإباحتها وفق شروط وضوابط.
ترى فئة كبيرة تمثل أغلب فقهاء المذاهب «التحريم» وحصر قضاء الشهوة في الزوجة، وذكروا أن من طلب قضاء الوطر في غيرها فقد بغى وطغى، بينما يميل الرأي الثاني إلى أن الاستمناء لا يوجد دليل صريح على تحريمه ولا يتعدى حكمه الكراهية كونه ليس من مكارم الأخلاق، وهو رأي ابن حزم، وجابر بن زيد، والشوكاني والصنعاني. ورأي ثالث يقول بالتفصيل، وهو التحريم في حالة عدم الضرورة، والإباحة في حالة تقتضي ذلك، وهي الضرورة، كخوف من زنى، أو مرض، أو فتنة، وهو قول بعض الحنابلة والحنفية. وكل هذه الآراء تنطبق على المرأة كذلك.

## في الشرع
لم يرد نص صريح في القرآن ولا في السنة النبوية يستدل به على الاستمناء، وما يروى في ذلك لم يصح إسناده، إلا الأية: ﴿وَالَّذِينَ هُمْ لِفُرُوجِهِمْ حَافِظُونَ ۝٥ إِلَّا عَلَى أَزْوَاجِهِمْ أَوْ مَا مَلَكَتْ أَيْمَانُهُمْ فَإِنَّهُمْ غَيْرُ مَلُومِينَ ۝٦ فَمَنِ ابْتَغَى وَرَاءَ ذَلِكَ فَأُولَئِكَ هُمُ الْعَادُونَ ۝٧﴾ [المؤمنون:5–7]، من هنا الاختلاف بين أراء العلماء بين تحريمها وكراهيتها واباحتها، فالبعض يستدل بها علي تحريمها، وابن القيم وغيره نص على أنه يجوز ذلك عند الخوف من الوقوع في الزنا فأباحها لخوف الوقوع في كبيرة من الكبائر (الزنا) أو (اللواط)
ويذكر عن ابن عباس: الخضخضة خير من الزنا، وقد قال الإمَامُ أحمد: هي كالحجامة، ومن عمل بها لغير خوف الزنا عزر.
وجاء عند البخاري معلقاً أن جابر بن زيد التابعي «سُئِل عن رجل نظر فأنزل فقال: لا شيء عليه.»، وقد اعتمد هذا الشافعية وغيرهم في قولهم بأن الإنزال لا عن مباشرة لا يفسد الصوم، والنظر لا يعد مباشرة.
ويبيح الإسلام لكل من الزوجين الاستمتاع بالآخر على أي صفة كانت سواء كان ذلك باستمناء أو غيره.

### التحريم
- يرى أصحاب المذهب المالكي بتحريم الاستمناء.[10][11]
- يرى أصحاب المذهب الشافعي بتحريم الاستمناء.[11]
- يرى أغلب أصحاب المذهب الحنفي بتحريم الاستمناء.[10]
- يرى ابن تيمية أن الأصل في العادة السرية هو التحريم ويجب التوبة عنها، ولكنه روى عن بعض الصحابة والتابعين اعتقادهم في اباحتها للضرورة (مثل خشية الزنا)، أما لو كانت دون ضرورة فهي محرمة.[12]
- يرى ابن باز بتحريم الاستمناء، إذ يقول: لا شك أن الاستمناء باليد، من المحرمات؛ لأن الاستمناء يخالف قول الله: ﴿وَالَّذِينَ هُمْ لِفُرُوجِهِمْ حَافِظُونَ ۝٥ إِلَّا عَلَى أَزْوَاجِهِمْ أَوْ مَا مَلَكَتْ أَيْمَانُهُمْ فَإِنَّهُمْ غَيْرُ مَلُومِينَ ۝٦﴾ [المؤمنون:5–6]. وهذا ابتغاء أمر آخر غير الاستمتاع بالزوجة والسرية، فيكون عادياً ظالماً.[13]
- يرى الشيعة بتحريم الاستمناء.[14][15][16]
- يرى أغلبية الزيدية بتحريم الاستمناء.[17]

يحتج أغلب من قال بتحريم العادة السرية أن الله أمر بحفظ الفروج في كل الحالات، إلا بالنسبة للزوجة. واستدل بعضهم بالآية: ﴿وَلْيَسْتَعْفِفِ الَّذِينَ لَا يَجِدُونَ نِكَاحًا حَتَّى يُغْنِيَهُمُ اللَّهُ مِنْ فَضْلِهِ وَالَّذِينَ يَبْتَغُونَ الْكِتَابَ مِمَّا مَلَكَتْ أَيْمَانُكُمْ فَكَاتِبُوهُمْ إِنْ عَلِمْتُمْ فِيهِمْ خَيْرًا وَآتُوهُمْ مِنْ مَالِ اللَّهِ الَّذِي آتَاكُمْ وَلَا تُكْرِهُوا فَتَيَاتِكُمْ عَلَى الْبِغَاءِ إِنْ أَرَدْنَ تَحَصُّنًا لِتَبْتَغُوا عَرَضَ الْحَيَاةِ الدُّنْيَا وَمَنْ يُكْرِهُّنَّ فَإِنَّ اللَّهَ مِنْ بَعْدِ إِكْرَاهِهِنَّ غَفُورٌ رَحِيمٌ ۝٣٣﴾ [النور:33]، بأن الأمر بالعفاف يقتضي الصبر عما سواه.
ويستعمل الفقهاء حجة أن الرسول محمد لم يرشد الشباب إلى الاستمناء وأنه لو كان في الاستمناء خير لأرشد إليه، وإنما أرشد إلى الزواج أو الصوم بقوله: عن عبد الله بن مسعود، قال رسول الله: «يا معشر الشباب من استطاع منكم الباءة فليتزوج، فإنه أغض للبصر وأحصن للفرج، ومن لم يستطع فعليه بالصوم فإنه له وجاء (أي وقاية من الزنا)» متفق عليه

### الإباحة
- قال عمرو بن دينار: ما أرى بالاستمناء بأسا.[19]
- قال أبي الشعثاء: هُوَ مَاؤُكَ فَأَهْرِقْهُ.[20]
- يروى عن ابْنِ عَبَّاسٍ أنه قال: «وَمَا هُوَ إِلا أَنْ يَعْرُكَ أَحَدُكُمْ َّزُبَّهُ حَتَّى يُنْزِلَ مَاءً»، وجاء عنه قوله كذلك: إن نكاح الأمة خير من هذا، وهذا خير من الزنا.[21]
- قال أحمد بن حنبل: المني إخراج فضله من البدن فجاز إخراجه.[22]
- في مصنّف عبد الرزّاق: كان من مضى يأمرون شبّانهم بالاستمناء، والمرأة كذلك تدخل شيئاً. قلنا لعبد الرزّاق: ما تدخل شيئاً؟ قال: يريد السق. يقول تستغني به عن الزنا.[23]
- أما ابن حزم فقد بنى إباحة نكاح الرجل ليده على مقدمتين، أولاهما أن ذلك يتم بلمس الرجل لذكره، وأن يتعمد بذلك إنزال المني. فالمقدمة الأولى مباحة بإجماع. والمقدمة الثانية مباحة أيضاً، لأنه لم يزد على المباح في الأمر الأولى إلا تعمد إنزال المني، فليس ذلك حراماً أصلاً، لقول الله: ﴿وَقَدْ فَصَّلَ لَكُم مَّا حَرَّمَ عَلَيْكُمْ﴾، وليس هذا مما فُصِل فهو حلال لقول الله: ﴿خَلَقَ لَكُم مَّا فِي الْأَرْضِ جَمِيعًا﴾ وليس هذا مما فُصِلَ تحريمه، كما يقول ابن حزم، فهو حلال، إلا أنه يعتبره مكروهاً لأنه ليس من مكارم الأخلاق ولا من الفضائل.[24]
- قال ابن عقيل: «وأصحابنا وشيخنا لم يذكروا سوى الكراهة لم يطلقوا التحريم، وإن لم يقدر على زوجة ولا سرية ولا شهوة له تحمله على الزنا حرم عليه الاستمناء لأنه استمتاع بنفسه والآية تمنع منه، وإن كان متردد الحال بين الفتور والشهوة ولا زوجه له وله أمة ولا يتزوج به كره ولم يحرم، وإن كان مغلوباً على شهوته يخاف العنت كالأسير والمسافر والفقير جاز له ذلك نص عليه أحمد رضي الله عنه وروي أن الصحابة كانوا يفعلونه في غزواتهم وأسفارهم.»[25]

- اقرَ الشوكاني في رسالته بجواز الاستمناء بشكل مطلق حتى في غياب الزوجة، إلا أنه عاب هذا الفعل بقوله: لا شك أن هذا العمل هجنةً وخسةً وسقوط نفس وضياع حشمة وضعف همة.[26]
- يرى عبد الباري الزمزمي، بجواز لجوء المرأة والرجل إلى ممارسة الاستمناء ولا حرج في ذلك.[27] واستند في إباحته للعادة السرية للفتيات على أنها وسيلة تبعدهن عن الزنا، الذي يعد «حراماً صريحاً»، عكس الاستمناء الذي يغيب عنه آية أو حديث صريح. وكان العلماء يفتون للمرأة التي تأخرت عن الزواج أو غاب زوجها عنها لمدة طويلة، بممارسة العادة السرية لإشباع حاجاتها «مخافة الوقوع في المحظور». وحسب الزمزمي «تلجأ الفتاة إلى هذه الوسائل لتصون عرضها وكرامتها حتى لا تقع في الحرام، لكون حكم الرغبة الجنسية مثل حكم الجوع». ويقول الزمزي أن «من يكفيه الصيام فليصم»، لكنه يرى أن الصوم في عهد الرسول تغير عن الصوم في العصر الحديث، فحينها كانت الناس تقضي النهار في الصوم، ومع آذان المغرب يدخلون إلى البيت، لأنه لا حياة تستمر بحلول الظلام، عكس ما يجري اليوم، حيث تنطلق الحياة بعد آذان المغرب.[28]

### ملخص
جدول يوضح أراء الفقهاء والعلماء وغيرهم في حكم الاستمناء:
| الإباحة المطلقة/الإباحة بضوابط | التحريم المطلق     |
| ------------------------------ | ------------------ |
| عمرو بن دينار                  | ابن تيمية          |
| أبي الشعثاء                    | عبد العزيز ابن باز |
| عبد الله بن عباس               | محمد الشافعي       |
| أحمد بن حنبل                   | علي السيستاني      |
| ابن حزم                        | محمد الألباني      |
| محمد الشوكاني                  | مهدي الغريفي       |
| عبد الباري الزمزمي             | محمد المنجد        |

## العادة السرية والعبادات
تعد العادة السرية من مبطلات بعض العبادات كالصلاة وقراءة القرآن فلا يجوز الصلاة أو قراءة القرآن في حالة الجنابة (الحدث الأكبر) إلا بعد الاغتسال والتطهر.

### رمضان
اختلف الفقهاء في هذه المسألة قديما وحديثا والذين أوجبوا عليه القضاء احتجوا بالقياس على الجماع لكنهم تناقضوا فلم يوجبوا عليه الكفارة وهذا تحكم لا يرتضيه الشارع الإسلامي. ومنهم من احتج بأن الإنزال شهوة والصائم قد منع من مقارفة الشهوة لحديث: «يدع طعامه وشرابه وشهوته من أجلي»، وهؤلاء تناقضوا أيضا لأنهم يجوزون للصائم بعض الأمور التي تدخل في هذا الباب كالقبلة والمباشرة والتطيب والترفه وغير ذلك مما هو جائز ولو لم ينص عليه الشارع. فالمقصود بالشهوة في الحديث الجماع وهذا الذي كان يفتي به بعض الصحابة.

قال الصنعاني: 
وإليه مال الشوكاني وهو مذهب ابن حزم.
هناك من يستدل على التحريم بالآية:
لكن لا دلالة في الآية على التحريم لحكم الاستمناء فالآية تتحدث عن النكاح، كما جاء في الآية: وقد فصل لكم ما حرم عليكم، كما استدل ابن حزم بذلك. وهو رأي الألباني الذي يقول أن الاستمناء لا يجوز في نهار رمضان ولكنه لا يفطر صاحبه وأن الكفارة والقضاء لا تكون إلا بالجماع.
وذكر بعض الآثار عن الصحابة أنهم كانوا يفعلون ذلك بالمغازي واستدل به على تحريم المتعة، وأما من قال باللإفطار وأن ذلك يفسد الصوم فلا دليل عليه أصلا وكذلك الكفارة لا يصح فيها دليل.
بينما يقول ابن باز:
والألباني رجح أن الاستمناء لا يجوز في نهار رمضان ولكنه لا يفطر صاحبه. وأن الكفارة والقضاء لا تكون إلا بالجماع. واحتج الشيخ بقول عائشة لمن سالها: ما يحل للرجل من امرأته صائما؟ قالت: «كل شيء إلا الجماع».، كما واحتج ابن حزم بنفس الحديث.

يجب التبيه أنه بين الاستمناء والإنزل عموم وخصوص فكل استمناء إنزال وليس كل إنزال استمناء. فإن الاستمناء هو ما اختلف فيه الفقهاء أما الإنزال بمجرد النظر أو بسبب التفكير بل لو تعمّد التفكير في الجماع فأنزل فهذا لا شيء عليه إطلاقا لا قضاء ولا كفارة ولا غيره وهو قول جمهور أهل العلم إن لم يكن إجماعا، لقوله رسول الله: 

### الحج
ذهب الفقهاء إلى أن الاستمناء لا يفسد الحج وعليه بدنة، ويرى المالكية أن الاستمناء يفسد الحج إذا كان ذلك قبل الوقوف بعرفه مطلقًا، سواء فعل شيءًا بعد إحرامه كالقدوم والسعى أم لا، أو وقع بعده بشرطين:
- إن وقع قبل طواف الإفاضة، ورمى جمرة العقبة يوم النحر، وقبله ليلة بالمزدلفة، وإلا بأن وقع قبلهما بعد يوم النحر، أو بعد أحدهما في يوم النحر، فعليه هدي[38] واجب، ولا يفسد حجه.

### الاعتكاف
يرى الفقهاء أن الاستمناء يفسد الاعتكاف، خلافًا للظاهرية الذين يرون أنه لا يفسد الاعتكاف في شيء إلا الخروج من المسجد.